# Gmina Cisek
Gmina Cisek, German Gemeinde Czissek là một gmina nông thôn (khu hành chính) ở Kędzierzyn-Koźle, Opole Voivodeship, ở phía tây nam Ba Lan. Khu vực hành chính của nó là làng Cisek (Czissek), nằm cách Kędzierzyn-Koźle khoảng 8 kilômét (5 mi) về phía nam và cách thủ phủ khu vực Opole 47 km (29 mi) về phía đông nam.
Gmina có diện tích 70,89 kilômét vuông (27,4 dặm vuông Anh) và tính đến năm 2006, tổng dân số của nó là 6.768 người. Từ năm 2007, xã đã được giao tiếp song ngữ bằng tiếng Đức và tiếng Ba Lan và có các ký hiệu sử dụng hai ngôn ngữ. Những dấu hiệu này kỷ niệm quá khứ đa văn hóa của khu vực, trước đó là một phần của nước Đức năm 1945 và vẫn duy trì một dân số lớn có nguồn gốc từ Đức.

## Khu vực hành chính
Xã có các làng và khu định cư như:
- Cisek / Czissek
- Błażejowice / Blaseowitz
- Dzielnica / Dzielnitz
- Kobylice / Kobelwitz
- Landzmierz / Landsmierz
- Łany / Lohnau
- Miejsce Odrzańskie / Mistitz
- Nieznaszyn / Niesnaschin
- Podlesie / Podlesch
- Przewóz / Przewos
- Roszowice / Roschowitzdorf
- Roszowicki Las / Roschowitzwald
- Steblów / Stöblau
- Sukowice / Suckowitz

## Gminas lân cận
Gmina Cisek được bao quanh bởi các gmina như Kuźnia Raciborska và Rudnik.

## Hình ảnh

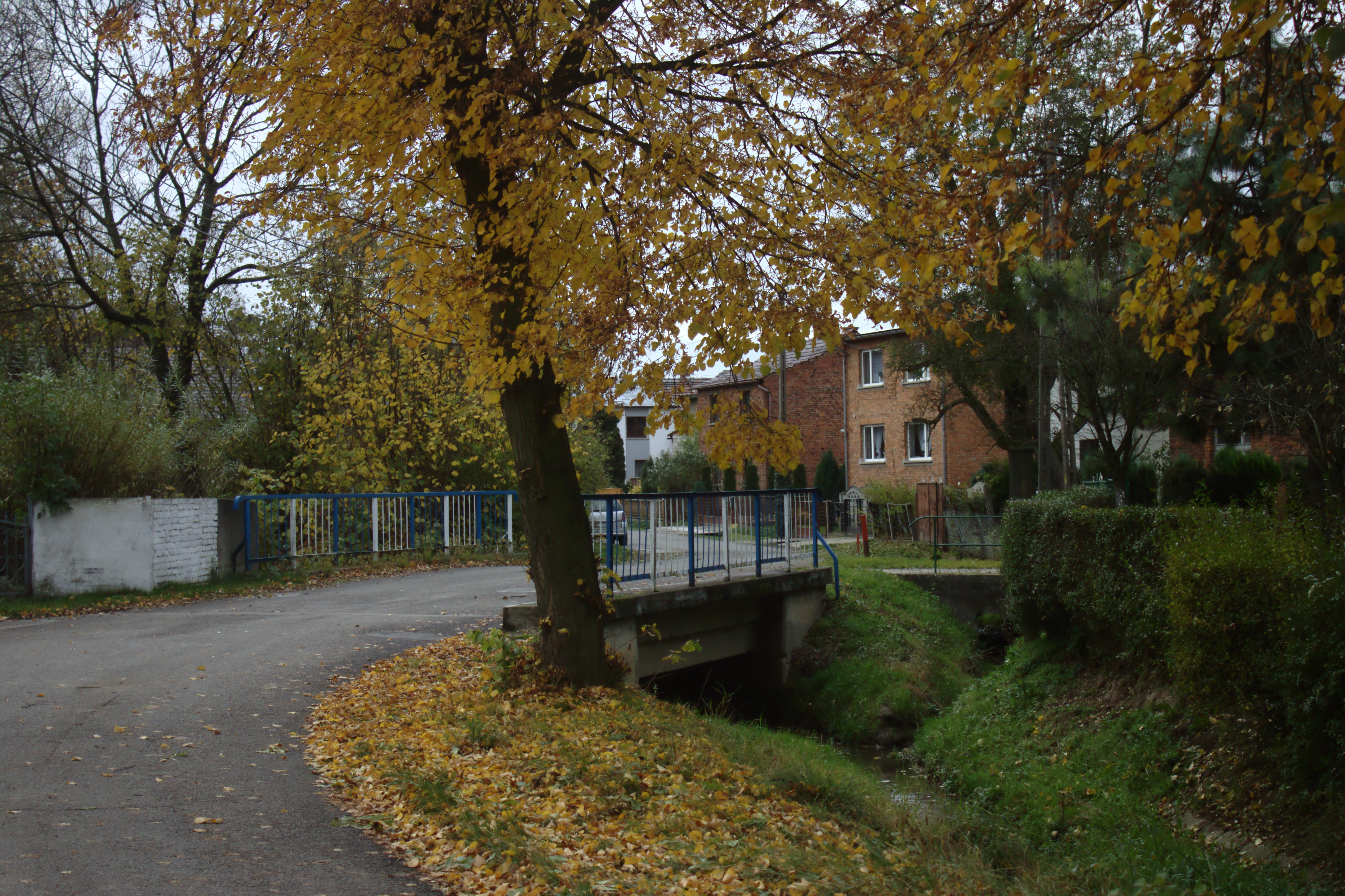
Cầu ở Błażejowice
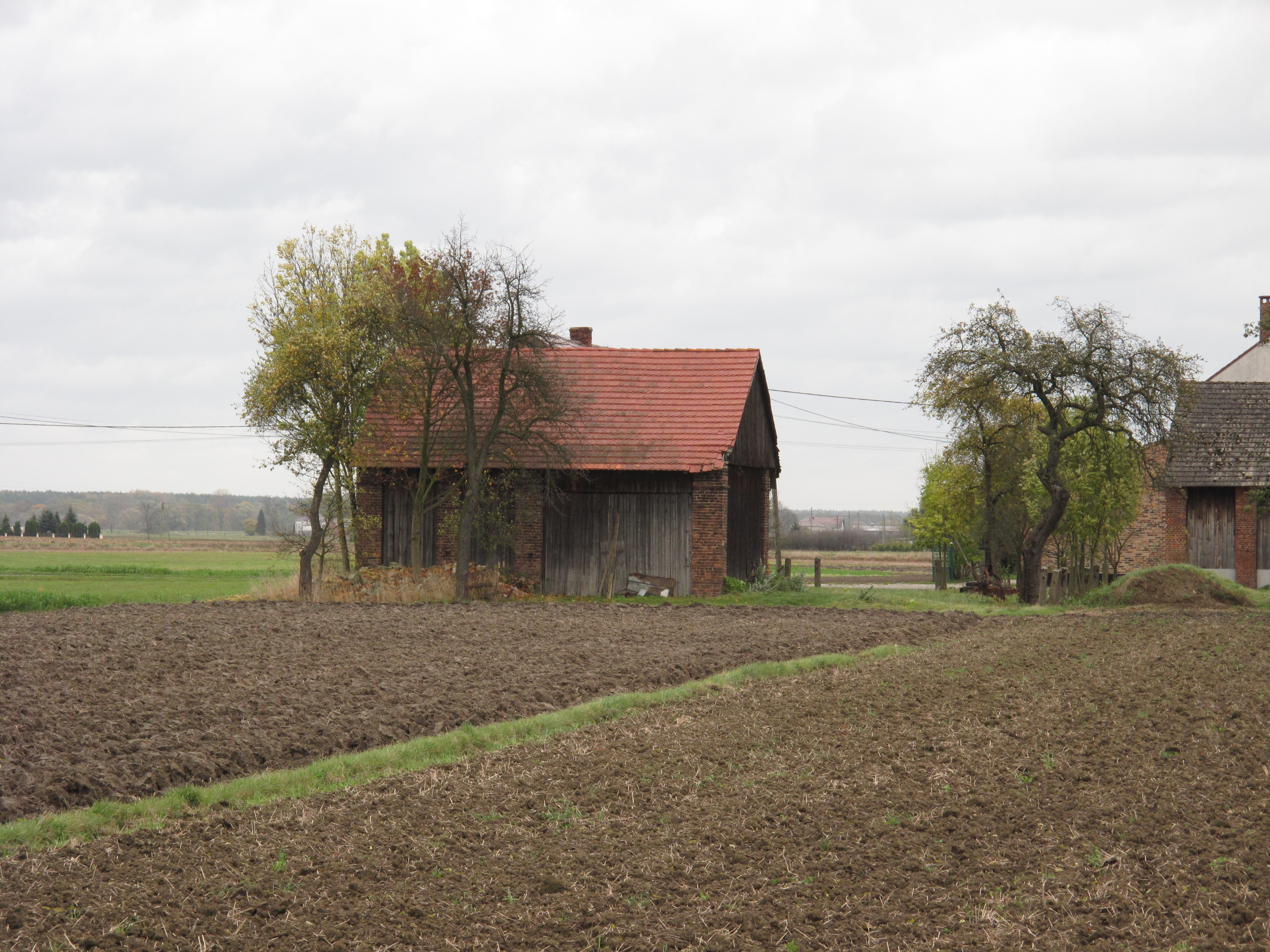
Chuồng ở Roszowicki Las
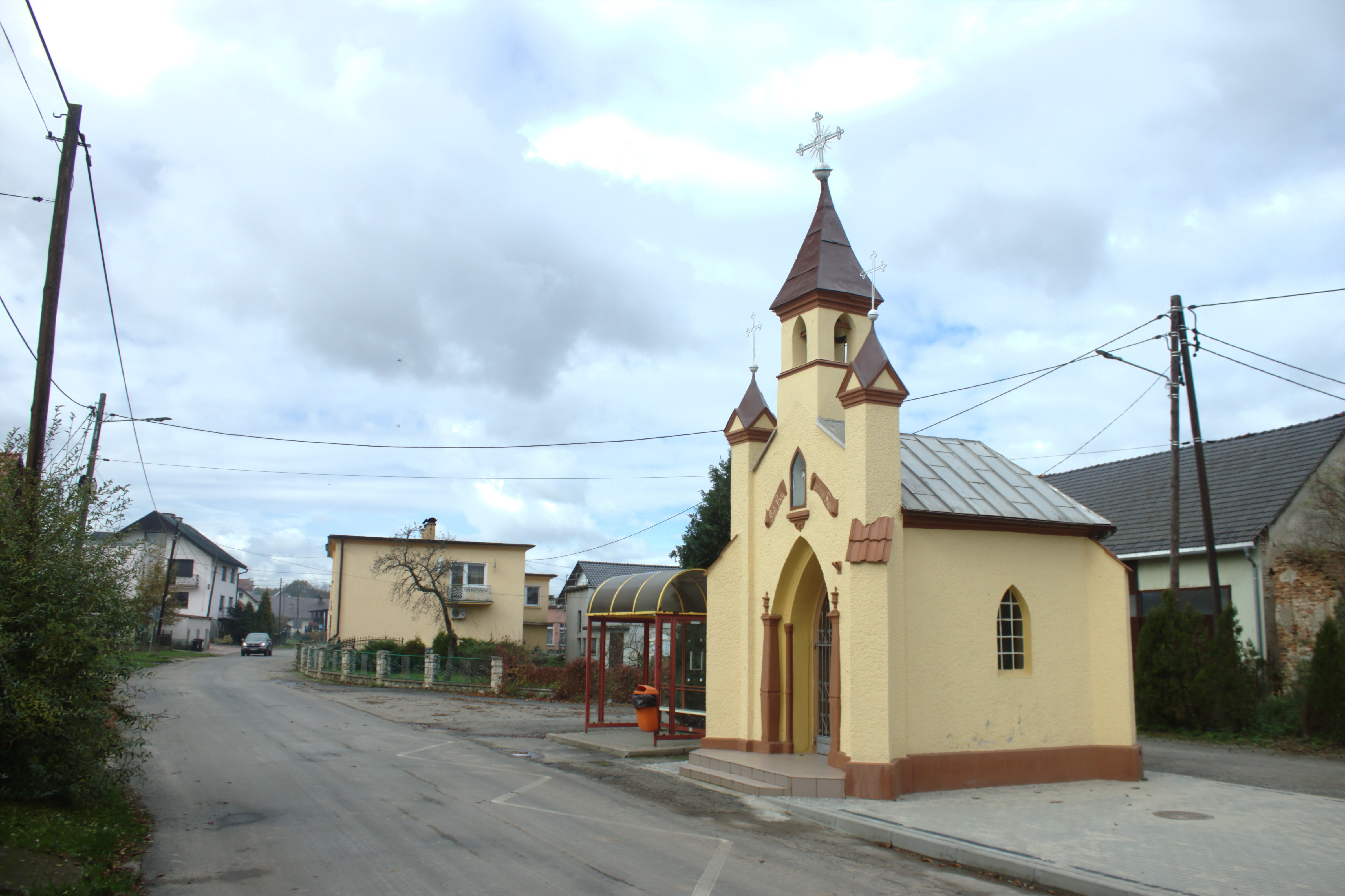
Nhà nguyện làng ở Nieznaszyn